# Ли Цзюньфэн
Мастер Ли Цзюньфэн (родился 13 октября 1938 года в Гаочэне провинции Хэбэй) — мастер Цигун, основатель Шэн Чжэнь цигун, всемирно прославленный мастер ушу. Он также был актёром и постановщиком в нескольких китайских фильмах о боевых искусствах.

## Юность
Ли Цзюньфэн родился в Гаочэне в провинции Хэбэй, Китай. В молодости он был принят в профессиональную стрелковую команду Хэбэя.
В 1960 он поступил в Пекинский университет физической культуры, на факультет ушу, и стал капитаном университетской команды по ушу. В 1964 он снялся в документальном фильме французского телевидения «День из жизни студента китайского ВУЗа».

## Карьера тренера по ушу
После выпуска в 1965 году он стал тренером по ушу в пекинской спортивной школе «Шичахай». В 1973 году Центральная студия документальных фильмов Китая сняла документальный фильм о команде ушу пекинской спортивной школы, в которой есть и кадры, где Ли Цзюньфэн тренирует молодого Джета Ли. После того, как школа победила на национальном чемпионате в 1974 году, Пекин принял предложение У Биня основать пекинскую сборную по ушу, профессиональную команду, главным образом состоящую из учеников спортивной школы «Шичахай».
С 1974 по 1988 годы Ли Цзюньфэн был главным тренером пекинской сборной по ушу. В этот период команда побеждала на чемпионате Китая в командной категории 12 лет подряд, а его ученики завоевали 56 золотых медалей в личном зачете. В 1984 году его ученики выиграли 10 из 16 золотых медалей на национальном чемпионате по ушу в Шанхае, установив абсолютный рекорд по количеству «золота», завоеванного учениками одного тренера. Кроме того, Ли Цзюньфэн путешествовал в качестве тренера национальной сборной, и на первом Азиатском чемпионате по ушу в 1987 году его команда завоевала 13 из 16 золотых медалей и 3 «серебра».
В течение своей карьеры тренера по ушу Ли Цзюньфэн был награждён одним сертификатом второй медали и четырьмя сертификатами третьей медали от имени Государственной Комиссии по физической культуре и спорту. Он также был заместителем председателя Комитета тренеров по ушу Китая; членом комиссии Ассоциации ушу Китая; член Совета Общества ушу Китая.
Книга «В духе Олимпиады-2008: выдающиеся мастера боевых искусств мира» выделяет Ли Цзюньфэна как одного из одиннадцати выдающихся основоположников ушу.

## Кинокарьера
В 1982 году Ли Цзюньфэн сыграл главную роль в «У Линь Чжи» — китайском фильме о боевых искусствах, и был награждён национальной наградой Китая «За лучшую главную роль». Картина была названа «Лучшим кинофильмом года» Министерством культуры Китая, переведена на пять языков или выпущена в США под названиями «Честь Дунфан Сюя» и «Смертельная Ярость». Ли Цзюньфэн снялся ещё в трёх фильмах, был кинохореографом и ведущим программы «Изучаем ушу» на телевидении.

## Филиппины
В 1988 году Федерация ушу Филиппин пригласила Ли Цзюньфэна на должность главного тренера национальной сборной. Он работал главным тренером до 1991 года, когда он начал преподавать цигун и тайцзи постоянно. Вскоре последовало величайшее достижении его команды — 10 золотых медалей на Шестнадцатых играх Юго-Восточной Азии в Маниле.

## Шэн Чжэнь Цигун
Ли Цзюньфэн впервые начал заниматься цигуном и тайцзи, когда был студентом в университете, и практиковал эти дисциплины всю сознательную жизнь. Он начал закрыто практиковать Шэн Чжэнь цигун в 1987 году и начал преподавать его в 1994. В 1995 году было основано Международное Общество Шэн Чжэнь, чтобы распространять Шэн Чжэнь цигун в мире. Ли Цзюньфэн является председателем и главным учителем Общества.
Со времени основания Международного Общества Шэн Чжэнь Ли Цзюньфэн преподавал Шэн Чжэнь цигун в 25 странах на 6 континентах. В 2002 году кинокомпания Omni Fiml Productions сняла документальный фильм «Тихий Ум: целительный цигун» — про Шэн Чжэнь цигун и Ли Цзюньфэна. В 2002 году Ли Цзюньфэн переехал в США и принял должность инструктора по цигун в Академии восточной медицины в городе Остин (Техас, США). Он выступал с докладами на ряде конференций, включая конференцию Национальной Ассоциации цигун в 1999 и 2000 годах; на Международной Пси Конференции (Базель, Швейцария) в 2005 году; на ежегодной конференции Американской Ассоциации акупунктуристов восточной медицины в 2006 и 2007 годах.
Ли Цзюньфэн является советником Всемирного Академического Сообщества медицинского цигун и консультантом Китайской Ассоциации научного исследования цигун.

## Публикации
- Ли Цзюньфэн. Бой в стиле «Длинный кулак» и с одним широким мечом/копьем". Китай, 1982.
- Ли Цзюньфэн. Выпуски «Учим ушу». Китай, 1985.
- Ли Цзюньфэн. Боевые искусства о багуачжан. Китай, 1987.
- Ли Цзюньфэн. Шэн Чжэнь Уцзи Юань Гун: Возвращение к Единству. Манила, Филиппины: Международное Общество Шэн Чжэнь, 1995.
- Шэн Чжэнь Уцзи Юань Гун:: Возвращение к Единству (DVD). Манила, Филиппины: Международное Общество Шэн Чжэнь, 1996.
- Ли Цзюньфэн. Целительный Шэн Чжэнь цигун: Избавление от болезни в трех областях. Манила, Филиппины: Международное Общество Шэн Чжэнь, 1999.
- Целительный Шэн Чжэнь цигун (DVD). Манила, Филиппины: Международное Общество Шэн Чжэнь, 1999.
- Ли Цзюньфэн. Пробуждение Души. Манила, Филиппины: Международное Общество Шэн Чжэнь, 2008.